# Сердца и моторы
«Сердца и моторы» — восьмой студийный альбом российской рок-группы «Смысловые галлюцинации». Альбом был выпущен фирмой грамзаписи «Никитин» в первую неделю октября 2008 года в двух версиях: обычной и подарочной, содержащей дополнительный диск с альтернативными версиями альбомных песен, ремиксами, бонус-треками и концертным видео.

## Список композиций
| №   | Название                                         | Длительность |
| --- | ------------------------------------------------ | ------------ |
| 1.  | «Мои фотографии»                                 | 3:33         |
| 2.  | «Парни не плачут»                                | 4:04         |
| 3.  | «Я сделал то, чего всегда боялся»                | 4:45         |
| 4.  | «Гуд Бай, Микки Маус!»                           | 4:00         |
| 5.  | «Правда о мечте»                                 | 3:50         |
| 6.  | «Они рядом»                                      | 3:07         |
| 7.  | «Разломы»                                        | 3:37         |
| 8.  | «Сладкая весёлая жизнь»                          | 4:12         |
| 9.  | «Бог-суперстар» (при участии Вячеслава Бутусова) | 3:56         |
| 10. | «Деньги на ветер»                                | 3:31         |
| 11. | «Настоящие герои»                                | 4:23         |
| 12. | «Без стюардесс»                                  | 3:23         |
| 13. | «Поэты» (исполняет Макс Митенков)                | 4:02         |
| 14. | «Нефтегаз» (исполняет группа «Ботаники»)         | 4:20         |
| 15. | «Настоящие герои» (ремикс)                       | 3:48         |

Подарочное издание включает альтернативные версии песен «Парни не плачут» (акустическая версия), «Бог-суперстар» (Old School-Version), «Правда о мечте» (Gospel version), «Парни не плачут» (Artego mix) и видеоклип на песню «Сладкая весёлая жизнь».